# Pantelimon, Constanța
Pantelimon là một xã ở hạt Constanţa, România.
Xã này có 5 làng:
- Pantelimon (tên lịch sử: Pantelimon de Sus)
- Călugăreni (tên lịch sử: Caceamac, tiếng Thổ Nhĩ Kỳ: Kaçamak)
- Nistoreşti (tên lịch sử: Cuciuc-Chioi, tiếng Thổ Nhĩ Kỳ: Küçük Köy)
- Pantelimon de Jos
- Runcu (tên lịch sử: Terzichioi, tiếng Thổ Nhĩ Kỳ: Terziköy)